# 10659 Sauerland
10659 Sauerland este un asteroid din centura principală, descoperit pe 26 martie 1971, de Cornelis van Houten, Ingrid van Houten și Tom Gehrels.